# Mitofagia

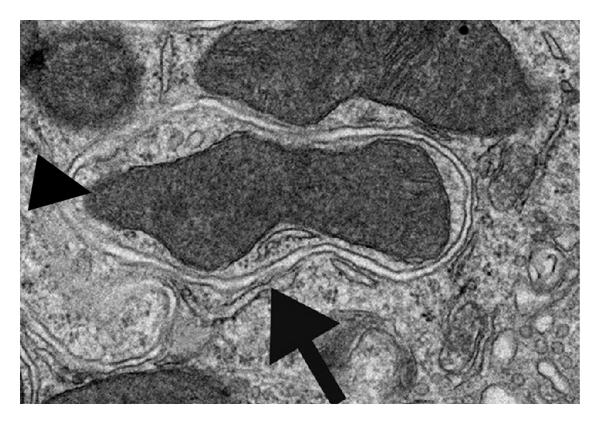
Fotografía de microscopía electrónica de transmisión de células renales de ratón que muestra una mitocondria en el interior de una vesícula autofágica.

 La mitofagia (Et: Mito, apócope de mitocondria + gr φαγειν, comer) es una forma especializada de autofagia por la cual se degradan y reciclan selectivamente las mitocondrias transportándolas al compartimento hidrolítico de la célula. Este proceso celular se puede desencadenar en condiciones de privación de nutrientes para recuperarlos y dedicarlos a funciones más vitales, o también bajo escasez de oxígeno. Puede estar destinado a la eliminación de mitocondrias que son disfuncionales por desgaste, o como un control de calidad en el caso de que se haya producido una biogénesis defectuosa de este orgánulo. La finalidad sería evitar que las mitocondrias dañadas produzcan un exceso de especies reactivas de oxígeno con efectos dañinos potenciales para el resto de la célula, en especial por genotoxicidad. Este mecanismo formaría parte de la homeostasia de la red mitocondrial, por la cual se regula su número por célula y su calidad de acuerdo a distintos parámetros, como la fisiología o la disponibilidad de nutrientes. Una mitocondria se recambia aproximadamente cada 15 días. Por último, la mitofagia puede ser un proceso normal en el desarrollo de algunas células, por ejemplo, es necesaria para que los reticulocitos se conviertan en eritrocitos, o para la maduración de los linfocitos T.
En algunas afecciones como la fibromialgia o la enfermedad de Parkinson se observa una tasa de mitofagia anormalmente elevada, es decir, un estrés autofágico, lo cual podría ser importante en la patogenia de ambas enfermedades. Dadas las implicaciones para el balance energético de la célula, se está investigando en el papel de la mitofagia en el cáncer, sida, envejecimiento y en las enfermedades neurodegenerativas.

## Historia
- La primera observación de una mitocondria en el interior de un autofagosoma fue realizada por Sam L. Clark en 1956 (publicada en 1957) en células renales de ratones recién nacidos.[15]
- En 1962 Ashford y Porter demostraron por primera vez de forma convincente la existencia de autofagia en hepatocitos, observando mitocondrias en autofagosomas.[16]

- En los años 1960 Christian de Duve realiza una serie de estudios tras los cuales caracteriza la autofagia, acuñando este término en 1963.[17][18][19] Sin embargo, durante mucho tiempo se pensó que era un proceso no selectivo y sometido a una regulación de tipo general.[20]
- A mediados de los años 1980 se comenzó a observar que los autofagosomas degradaban preferentemente componentes particulares del citosol y comenzaron a nombrarse algunos de ellos, por ejemplo, "pexofagia" para la degradación selectiva de los peroxisomas.[21]
- En 2005 Lemasters acuñó el término "mitofagia" proponiendo que esta forma de autofagia no se produce al azar, sino que está dirigida por mecanismos selectivos.[1]

## Mitofagia y envejecimiento
La teoría del eje lisosómico-mitocondrial del envejecimiento señala que las células postmitóticas (aquellas que no se renuevan, como las neuronas) acumulan el pigmento llamado lipofucsina principalmente como subproducto de la mitofagia, y que a su vez, este pigmento no degradabe e inexcretable contiene hierro capaz de transformar el peróxido de hidrógeno que se fuga de las mitocondrias en oxhidrilo mediante la reacción de Fenton gracias al hierro reducido procedente de proteínas mitocondriales como el citocromo c que los compartimentos lisosómicos con lipofucsina contienen secuestrados en un entorno ácido. Estos compartimentos además reclutan lisosomas primarios que vierten su contenido sin obtener un retorno de nutrientes, con el correspondiente gasto energético. Por último, la lipofucsina interferiría en el turnover o recambio de proteínas inhibiendo el proteasoma.